# Міністерство внутрішніх справ Японії

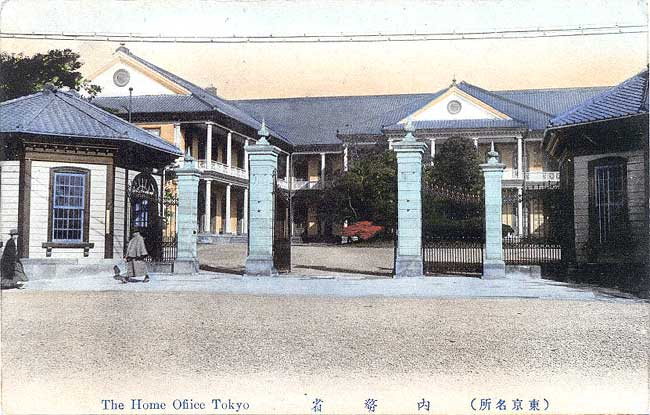
Токійська будівля Міністерства внутрішніх справ Японії 1900 року.

Міністерство внутрішніх справ (яп. 内務省, ないむしょう, найму-сьо) — центральна урядова установа в Японії, що контролювала поліцію і виконавчу владу в регіонах. Існувала протягом 1873–1947 років. До кінця Другої світової війни виконувала функцію головного національного керівного відомства в японському уряді. В 1873–1885 роках була складовою Великої державної ради. З 1885 по 1947 роки перебувала у складі Кабінету міністрів Японії.

## Історія
- 10 лютого 1868 — засновано Імперську канцелярію (内国事務, наййоку-дзіму) при центральному Імператорському уряді. Очолювалися головами (総裁, сосай).
- 25 лютого 1868 — реформовано у нову Імперську канцелярію (内国事務局, найкоку-дзімукьоку). Очолювалися головами (督, камі).
- 17 червня 1868 — згідно з указом про форму державного правління Імперську канцелярію перетворено на Виконавчу раду (行政官, ґьосайкан). Очолювалася головами (輔相, хосьо).

Постання Міністерства внутрішніх справ Японії було обумовлене адміністративним перевантаженням міністерства фінансів, яке після реформи 1871 року займалося не лише коригуванням фінансової політики, а й регіональним управлінням. В листопаді 1873 року, під приводом відставки частини складу уряду, Окубо Тосіміті, який перетворився на фактичного керманича країни, проголосив створення Міністерства внутрішніх справ (内務省, найму-сьо) і призначив себе його першим міністром (卿, кьо). Через рік новостворене відомство було інкорпороване до системи міністерств Великої державної ради.
Початково Міністерства внутрішніх справ складалося з 6 служб, що були переведені до нього з інших міністерств. Служби сприяння промисловості, сімейних реєстрів, станцій і зв'язку, земельних і лісових ресурсів, географії свого часу належали міністерству фінансів, служба поліції — міністерству юстиції, а служба мір і ваги — міністерству промисловості. Головними завданнями Міністерства внутрішніх справ було всебічне сприяння розвитку японської промисловості та забезпечення правопорядку на всередині країни.
1875 року Міністерству внутрішніх справ були передані гігієнічна та цензурна служби міністерства культури, а 1877 року, у зв'язку з ліквідацією міністерства релігій, — відділ синто і буддизму. 1881 року, після заснування міністерства сільського господарства і торгівлі, функції Міністерства внутрішніх справ, що стосувалися розвитку промисловості і комерції, перейшли до новоствореного відомства.
1885 року Міністерство внутрішніх справ було перепідпорядковане Кабінету Міністрів Японії. Воно очолювалося міністрами (大臣, дайдзін) і мало 9 відділів.

## Голови

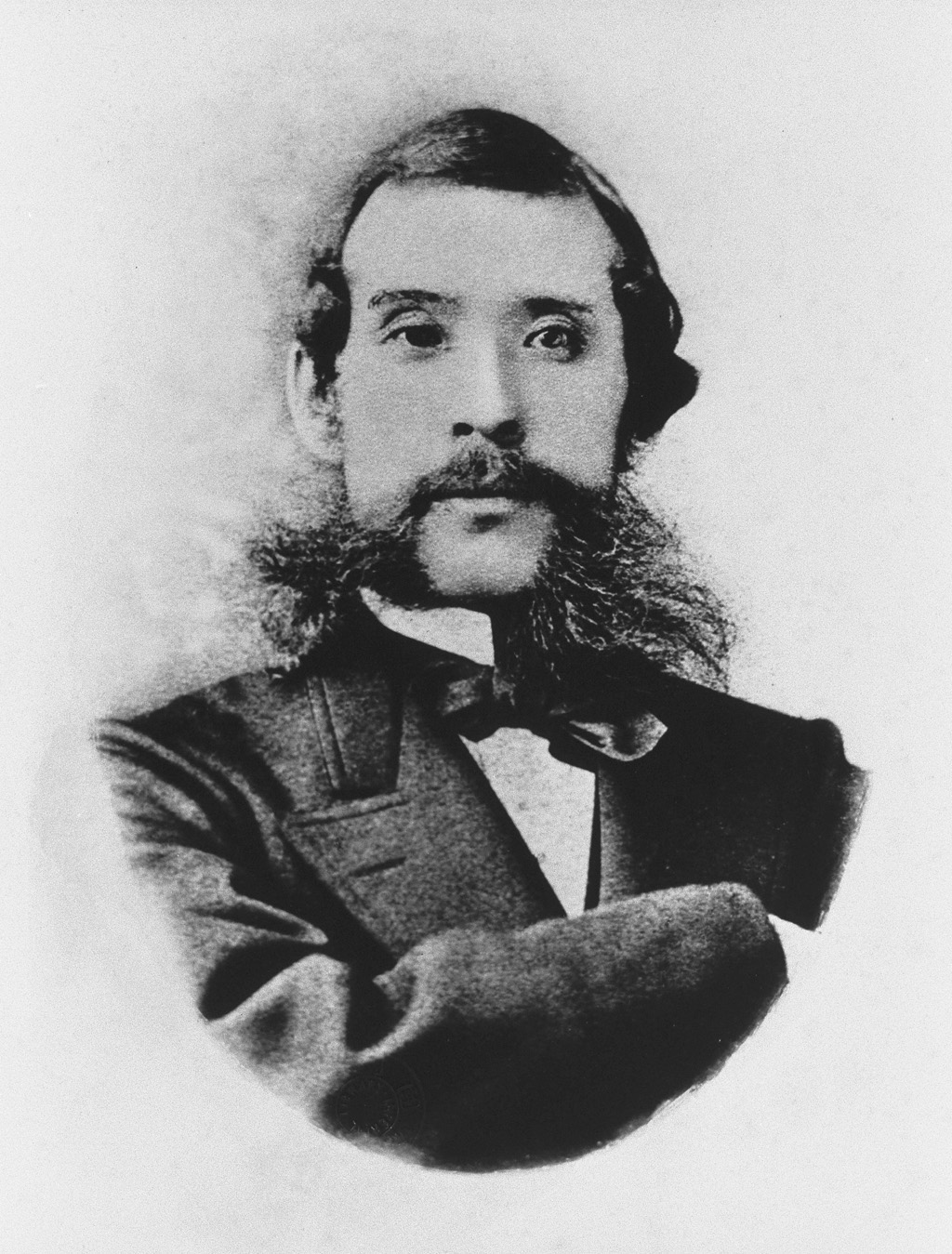
Окубо Тосіміті, перший міністр флоту при Великій державній раді Японії

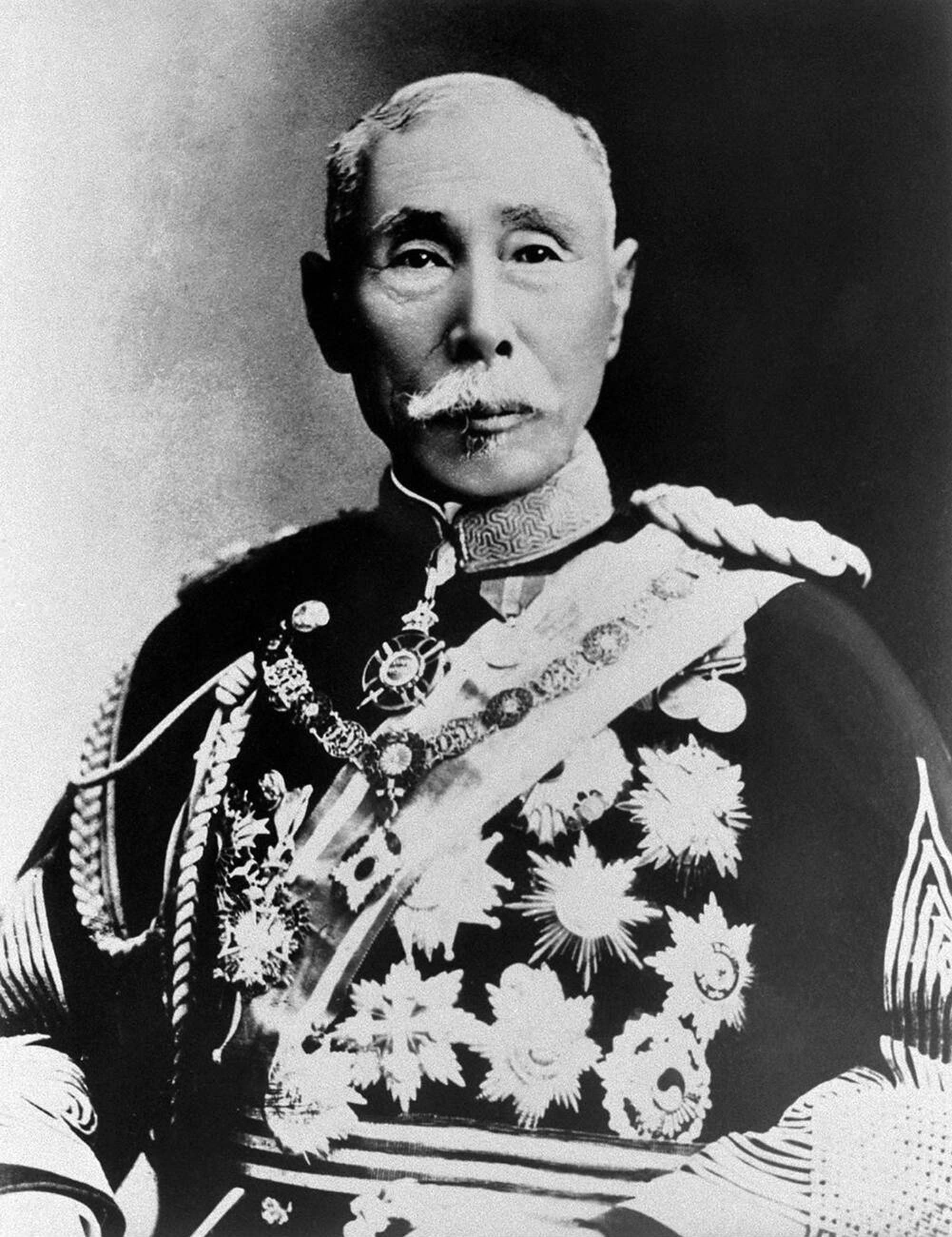
Ямаґата Арітомо, перший міністр армії при кабінеті міністрів Японії.

| Міністерство внутрішніх справ (Велика державна рада) |                   |                                    |                |
| №                                                    | Ім'я              | Термін                             | Приналежність  |
| 1                                                    | Окубо Тосіміті    | 29 листопада 1873 — 14 лютого 1874 | Фракція Сацуми |
| 2                                                    | Кідо Такайосі     | 14 лютого 1874 — 27 квітня 1874    | Фракція Тьосю  |
| 3                                                    | Окубо Тосіміті    | 27 квітня 1874 — 2 серпня 1874     | Фракція Сацуми |
| 4                                                    | Іто Хіробумі      | 2 серпня 1874 — 28 листопада 1875  | Фракція Тьосю  |
| 5                                                    | Окубо Тосіміті    | 28 листопада 1875 — 14 травня 1878 | Фракція Сацуми |
| 6                                                    | Іто Хіробумі      | 15 травня 1878 — 28 лютого 1880    | Фракція Тьосю  |
| 7                                                    | Мацуката Масайосі | 28 лютого 1880 — 21 жовтня 1881    | Фракція Сацуми |
| 8                                                    | Ямада Акійосі     | 21 жовтня 1881 — 12 грудня 1883    | Фракція Тьосю  |
| 9                                                    | Ямаґата Арітомо   | 12 грудня 1883 — 22 грудня 1885    | Фракція Тьосю  |

| Міністерство флоту (Кабінет Міністрів) |                    |                          |                       |                                   |
| №                                      | Ім'я               | Кабінет                  | Вступив на посаду     | Приналежність                     |
| 1                                      | Ямаґата Арітомо    | Перший кабінет Іто       | 22 грудня 1885        | Фракція Тьосю                     |
| 2                                      | Ямаґата Арітомо    | Кабінет Куроди           | 30 квітня 1888        | Фракція Тьосю                     |
| 3                                      | Ямаґата Арітомо    | Перший кабінет Ямаґати   | 24 грудня 1889        | Фракція Тьосю                     |
| 4                                      | Сайґо Цуґуміті     | Перший кабінет Ямаґати   | 17 травня 1890        | Фракція Сацуми                    |
| 5                                      | Сайґо Цуґуміті     | Перший кабінет Мацукати  | 6 травня 1891         | Фракція Сацуми                    |
| 6                                      | Сінаґава Ядзіро    | Перший кабінет Мацукати  | 1 червня 1891         | Фракція Сацуми                    |
| 7                                      | Соедзіма Танеомі   | Перший кабінет Мацукати  | 11 березня 1892       | Фракція Саґи                      |
| 8                                      | Мацуката Масайосі  | Перший кабінет Мацукати  | 8 червня 1892         | Фракція Сацуми                    |
| 9                                      | Коно Тоґама        | Перший кабінет Мацукати  | 14 липня 1892         | Фракція Тоси                      |
| 10                                     | Іноуе Каору        | Другий кабінет Іто       | 8 серпня 1892         | Фракція Тьосю                     |
| 11                                     | Номура Ясусі       | Другий кабінет Іто       | 15 жовтня 1894        | Фракція Тьосю                     |
| 12                                     | Йосікава Акімаса   | Другий кабінет Іто       | 3 лютого 1896         | Палата перів                      |
| 13                                     | Ітаґакі Тайсуке    | Другий кабінет Іто       | 14 квітня 1896        | Ліберальна партія                 |
| 14                                     | Ітаґакі Тайсуке    | Другий кабінет Мацукати  | 14 квітня 1896        | Ліберальна партія                 |
| 15                                     | Кабаяма Сукенорі   | Другий кабінет Мацукати  | 20 вересня 1896       | Імперський флот                   |
| 16                                     | Йосікава Акімаса   | Перший кабінет Окуми     | 30 червня 1898        | Палата перів                      |
| 17                                     | Ітаґакі Тайсуке    | Перший кабінет Окуми     | 30 червня 1898        | Конституційна партія              |
| 18                                     | Сайґо Цуґуміті     | Другий кабінет Ямаґати   | 8 листопада 1898      | Імперський флот                   |
| 19                                     | Суемацу Кентьо     | Четвертий кабінет Іто    | 19 жовтня 1900        | Палата перів                      |
| 20                                     | Уцумі Тадакацу     | Перший кабінет Кацури    | 2 червня 1901         | Палата перів                      |
| 21                                     | Кодама Ґентаро     | Перший кабінет Кацури    | 15 липня 1903         | Імперська армія                   |
| 22                                     | Кацура Таро        | Перший кабінет Кацури    | 12 жовтня 1903        | Товариство друзів                 |
| 23                                     | Йосікава Акімаса   | Перший кабінет Кацури    | 20 лютого 1904        | Палата перів                      |
| 24                                     | Кійоура Кейґо      | Перший кабінет Кацури    | 16 вересня 1905       | Палата перів                      |
| 25                                     | Хара Такасі        | Перший кабінет Сайондзі  | 7 січня 1906          | Товариство друзів                 |
| 26                                     | Хірата Тосуке      | Другий кабінет Кацури    | 14 липня 1908         | Палата перів                      |
| 27                                     | Хара Такасі        | Другий кабінет Сай'ондзі | 30 серпня 1911        | Товариство друзів                 |
| 28                                     | Оура Канетаке      | Третій кабінет Кацури    | 21 грудня 1912        | Палата перів                      |
| 29                                     | Хара Такасі        | Перший кабінет Ямамото   | 20 лютого 1913        | Товариство друзів                 |
| 30                                     | Окума Сіґенобу     | Другий кабінет Окуми     | 16 квітня 1914        | Товариство однодумців             |
| 31                                     | Оура Канетаке      | Другий кабінет Окуми     | 7 січня 1915          | Палата перів                      |
| 32                                     | Окума Сіґенобу     | Другий кабінет Окуми     | 30 липня 1915         | Товариство однодумців             |
| 33                                     | Ітікі Кітокуро     | Другий кабінет Окуми     | 10 серпня 1915        | Товариство однодумців             |
| 34                                     | Ґото Сімпей        | Кабінет Терауті          | 9 жовтня 1916         | Палата перів                      |
| 35                                     | Мідзуно Рентаро    | Кабінет Терауті          | 23 квітня 1918        | Міністерство внутрішніх справ     |
| 36                                     | Токонамі Такедзіро | Кабінет Хари             | 29 вересня 1918       | Товариство друзів                 |
| 37                                     | Токонамі Такедзіро | Кабінет Такахасі         | 13 листопада 1921     | Товариство друзів                 |
| 38                                     | Мідзуно Рентаро    | Кабінет Като Томосабуро  | 12 червня 1922        | Міністерство внутрішніх справ     |
| 39                                     | Ґото Сімпей        | Другий кабінет Ямамото   | 2 вересня 1923        | Палата перів                      |
| 40                                     | Мідзуно Рентаро    | Кабінет Кійоури          | 7 січня 1924          | Міністерство внутрішніх справ     |
| 41                                     | Вакацукі Рейдзіро  | Кабінет Като Такаакі     | 11 червня 1924        | Товариство друзів                 |
| 42                                     | Вакацукі Рейдзіро  | Перший кабінет Вакацукі  | 30 січня 1926         | Товариство друзів                 |
| 43                                     | Хамаґуті Осаті     | Перший кабінет Вакацукі  | 3 червня 1926         | Товариство друзів                 |
| 44                                     | Судзікі Кісабуро   | Кабінет Танаки           | 20 квітня 1927        | Товариство друзів                 |
| 45                                     | Танака Ґіїті       | Кабінет Танаки           | 4 травня 1928         | Імперська армія                   |
| 46                                     | Мотідзукі Кейсуке  | Кабінет Танаки           | 23 травня 1928        | Товариство друзів                 |
| 47                                     | Адаті Кендзо       | Кабінет Хамаґуті         | 2 липня 1929          | Товариство друзів                 |
| 48                                     | Адаті Кендзо       | Другий кабінет Вакацукі  | 14 квітня 1931        | Товариство друзів                 |
| 49                                     | Накахасі Токуґоро  | Кабінет Інукаї           | 13 грудня 1931        | Товариство друзів                 |
| 50                                     | Інукаї Цуйосі      | Кабінет Інукаї           | 16 березня 1932       | Товариство друзів                 |
| 51                                     | Судзікі Кісабуро   | Кабінет Інукаї           | 25 березня 1932       | Товариство друзів                 |
| 52                                     | Ямамото Тацуо      | Кабінет Сайто            | 26 травня 1932        | Конституційно-демократична партія |
| 53                                     | Ґото Фуміо         | Кабінет Окади            | 8 липня 1934          | Палата перів                      |
| 54                                     | Усіо Сіґеносуке    | Кабінет Хіроти           | 9 березня 1936        | Палата перів                      |
| 55                                     | Каварада Какіті    | Кабінет Хаясі            | 2 лютого 1937         | Товариство друзів                 |
| 56                                     | Баба Ейіті         | Перший кабінет Коное     | 4 червня 1937         | Палата перів                      |
| 57                                     | Суецуґу Нобумаса   | Перший кабінет Коное     | 14 грудня 1937        | Імперський флот Японії            |
| 58                                     | Кідо Коїті         | Кабінет Хірануми         | 5 січня 1939          | Палата перів                      |
| 59                                     | Охара Наосі        | Кабінет Абе              | 30 серпня 1939        | Міністерство юстиції              |
| 60                                     | Кодама Хідео       | Кабінет Йоная            | 15 січня 1940         | Палата перів                      |
| 61                                     | Ясуї Ейдзі         | Другий кабінет Коное     | 22 липня 1940         | Товариство допомоги трону         |
| 62                                     | Хіранума Кіїтіро   | Другий кабінет Коное     | 21 грудня 1940        | Товариство допомоги трону         |
| 63                                     | Танабе Харуміті    | Третій кабінет Коное     | 18 липня 1941         | Палата перів                      |
| 64                                     | Тодзьо Хідекі      | Кабінет Тодзьо           | 18 жовтня 1941        | Імперська армія                   |
| 65                                     | Юдзава Мітіо       | Кабінет Тодзьо           | 17 лютого 1942        | Палата перів                      |
| 66                                     | Андо Кісабуро      | Кабінет Тодзьо           | 20 квітня 1943        | Молодіжний союз                   |
| 67                                     | Одате Сіґео        | Кабінет Коїсо            | 22 липня 1944         | Міністерство внутрішніх справ     |
| 68                                     | Абе Ґенкі          | Кабінет Судзукі          | 7 квітня 1945         | Міністерство внутрішніх справ     |
| 69                                     | Ямадзакі Івао      | Кабінет Хіґасікуні       | 17 серпня 1945        | Міністерство внутрішніх справ     |
| 70                                     | Хорікірі Дзендзіро | Кабінет Сідехари         | 9 жовтня 1945         | Міністерство внутрішніх справ     |
| 71                                     | Міцуті Тюдзо       | Кабінет Сідехари         | 13 січня 1946         | Ліберальна партія                 |
| 72                                     | Омура Сейїті       | Перший кабінет Йосіди    | 22 квітня 1946        | Ліберальна партія                 |
| 73                                     | Уехара Ецудзіро    | Перший кабінет Йосіди    | 31 січня 1947         | Ліберальна партія                 |
| —                                      | Катаяма Тецу       | Кабінет Катаями          | 24 травня 1947 (в.о.) | Соціалістична партія              |
| 74                                     | Кімура Кодзаемон   | Кабінет Катаями          | 1 червня 1947         | Японська прогресивна партія       |